# مسابقات فرمول یک فصل ۱۹۸۲
مسابقات فرمول یک فصل ۱۹۸۲ در سال ۱۹۸۲ میلادی برگزار شد. در این مسابقات که‌که رزبرگ (به انگلیسی: Keke Rosberg) از تیم ویلیامز و با خودروی فورد به قهرمانی رسید وی که در آغاز مسابقه در خط ۱ قرار داشت، بهترین زمان خود را در دور ۰ به دست آورد و در مجموع صاحب ۴۴ امتیاز شد.